# Micraira
Micraira és un gènere de plantes de la família de les poàcies És originari d'Austràlia.
Fou descrit per Ferdinand Jacob Heinrich von Mueller i publicat a Fragmenta Phytographiæ Australiæ 5: 208. 1866. L'espècie tipus és Micraira subulifolia. F. Muell.
És l'únic gènere de la tribu Micraireae.

## Taxonomia
| - Micraira adamsii - Micraira compacta - Micraira dentata - Micraira dunlopii - Micraira inserida - Micraira lazaridis - Micraira multinervia | - Micraira pungens - Micraira spiciforma - Micraira spinifera - Micraira subspicata - Micraira subulifolia - Micraira tenuis - Micraira viscidula |